# Ra Gun-ah
Ra Gun-ah (kor. 라건아; ur. 20 lutego 1989 w Hampton jako Ricardo Preston Ratliffe) – amerykański koszykarz, występujący na pozycji silnego skrzydłowego, posiadający także południowokoreańskie obywatelstwo, obecnie zawodnik Jeonju KCC Egis.

## Osiągnięcia
Stan na 20 marca 2022, na podstawie, o ile nie zaznaczono inaczej.

### NJCAA
- Zaliczony do I składu NJCAA All-American (2009, 2010)

### NCAA
- Uczestnik turnieju:
  - NCAA (2011, 2012)
  - Portsmouth Invitational Tournament (2012)
- Mistrz turnieju konferencji Big 12 (2012)
- Najlepszy nowo przybyły zawodnik Big 12 (2011)
- MVP meczu gwiazd – Reese's College All-Star Game (2012)
- Zaliczony do:
  - I składu:
    - debiutantów Big 12 (2011)
    - turnieju:
      - Cancun Challenge Riviera Division (2011)
      - Portsmouth Invitational (2012)

  - II składu Big 12 (2012)
  - honorable mention Big 12 (2011)
- Lider NCAA w skuteczności rzutów z gry (2012 – 69,3%)[3]

### Drużynowe
- Mistrz Korei Południowej (2013–2015, 2019)
- Wicemistrz Korei Południowej (2017, 2021)

### Indywidualne
- MVP zagraniczny południowokoreańskiej ligi KBL (2015, 2017, 2019)
- Najlepszy zagraniczny zawodnik południowokoreańskiej ligi KBL (2017)
- Obrońca roku południowokoreańskiej ligi KBL (2015)
- Zaliczony do I składu południowokoreańskiej ligi KBL (2015, 2017, 2019)
- Uczestnik meczu gwiazd południowokoreańskiej ligi KBL (2016, 2017, 2019)
- Lider południowokoreańskiej ligi KBL w:
  - średniej punktów (2020)
  - blokach (2015)

### Reprezentacja
- Zdobywca Pucharu Williama Jonesa (2014)
- Brązowy medalista:
  - igrzysk azjatyckich (2018)
  - Pucharu Williama Jonesa (2018)
- Uczestnik:
  - mistrzostw świata (2019 – 26. miejsce)
  - kwalifikacji:
    - azjatyckich do mistrzostw świata (2017/2018 – 3. miejsce)
    - do mistrzostw Azji (2020)
    - olimpijskich (2021 – 5. miejsce)
- MVP Pucharu Williama Jonesa (2014)
- Lider Pucharu Williama Jonesa w średniej:
  - punktów (2014 – 24,8)
  - zbiórek (2014 – 15,6)